# Emile Shoufani
Emile Shoufani (hebräisch אמיל שופאני, arabisch إميل شوفاني; * 24. Mai 1947; † 18. Februar 2024) war ein israelisch-arabischer christlicher Theologe, Erzieher und Friedensaktivist. Er war Archimandrit der melkitischen griechisch-katholischen Kirche. Pater Shoufani erhielt einen UNESCO-Preis für Friedenserziehung.

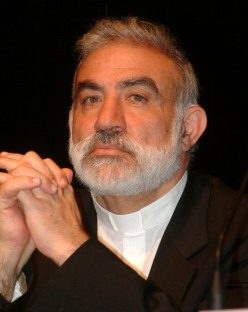
Emile Shoufani, 2010

## Biografie
Emile Shoufani war das zweite von acht Kindern eines katholischen melkitischen Vaters und einer orthodoxen Mutter. Wenige Monate nach der Gründung Israels im Jahr 1948 wurde er mit seiner Familie deportiert. Sein Großvater und sein Onkel wurden von der israelischen Armee während des Palästinakriegs getötet. Er wuchs bei seiner Großmutter auf, die ihm den Wert der Vergebung und die Ablehnung von Hass beibrachte. Er wurde Chorknabe in der Kirche Eilaboun, die nach 1949 gebaut wurde. Schon bald war er von der Liturgie fasziniert und trat im Alter von 13 Jahren in das Priesterseminar ein. Im Alter von 17 Jahren wurde er von seinen Vorgesetzten nach Frankreich geschickt, wo er Philosophie und Theologie am Seminar von Morsang-sur-Orge und ab 1966 am Seminar von St. Sulpice in Issy-les-Moulineaux studierte. Shoufani starb am 18. Februar 2024 im Alter von 76 Jahren.

## Priestertum
Als Priester in Nazareth unterrichtete er am St. Joseph Seminar & High School in Nazareth, wo er 1976 die Leitung übernahm. In der Schule, in der die Hälfte der Schüler Muslime und ein Christ sind, setzte sich Pater Shoufani jeden Tag für die Vermittlung demokratischer Werte und den Dialog ein. Seit über zwanzig Jahren finden dreimal im Jahr Begegnungen mit jüdischen Schulen statt.

## Jüdisch-arabische Versöhnung
Da er mitten in den israelisch-palästinensischen Auseinandersetzungen lebte, erkannte er, dass die beste Möglichkeit, einen Schritt in Richtung Versöhnung und Dialog zu tun, darin bestand, den Holocaust zu lehren. Ende 2002 organisierte er die erste jüdisch-arabische Reise nach Auschwitz-Birkenau im Mai 2003. Jean Mouttapa, Direktor für Spiritualität bei Editions Albin Michel und ein starker Akteur des interreligiösen Dialogs, leistete wertvolle Hilfe bei der Organisation des französischen Teils der Pilgerfahrt und gründete den Verein „Memory for Peace“. Diese Initiative, die von vielen Intellektuellen in Israel unterstützt wird, hat über 500 Menschen angezogen und ihm im selben Jahr den UNESCO-Preis für Friedenserziehung eingebracht.
„Wer vor mir steht, ist jemand, der eine hochwertige Erfahrung hat und keinen Ausweis, den er vorzeigen kann.“

## „Erinnerung für den Frieden“
„Ich appelliere an meine arabischen Brüder, sich mir anzuschließen und gemeinsam eine starke, kühne und absolut freie Geste zu machen. An dem Ort, der die Grausamkeit des Völkermords verkörpert, Auschwitz-Birkenau, werden wir unsere Brüderlichkeit mit den Millionen von Opfern verkünden […] Dieser Akt des Gedenkens wird unsere tiefe Ablehnung gegenüber solch unmenschlichem Verhalten zum Ausdruck bringen. Er zeigt unsere Fähigkeit, die Wunden der anderen zu verstehen.“
„Ich appelliere an meine jüdischen Brüder zu erkennen, dass die große Mehrheit der arabischen und muslimischen Welt, der Konflikt, der uns auseinander reißt, nicht religiös, rassisch oder noch weniger ist. Die Araber sind nicht die Nachfolger derer, die einst die Juden als Juden auslöschen wollten. Sie sind wie sie Erben des Glaubens Abrahams, sie sind wie sie Träger leichter Werte.“
Diese Reise in die dunkelsten Tiefen des Gedächtnisses der Menschheit kann in keiner Weise das Leid anderer Menschen an anderen Orten und zu anderen Zeiten relativieren. Sie wird uns im Gegenteil dazu bringen, uns unserer Verantwortung jetzt zu stellen, und unsere Berufung als menschliche Wesen in ein gemeinsames Leben zu verwandeln.